# Leptotes tenuis
Leptotes tenuis é uma pequena espécie de orquídea epífita de crescimento cespitoso que habita áreas mais secas da mata atlântica dos quatro estados da região do sudeste do Brasil. Apresentam rizoma curto e pseudobulbos muito pequenos que quase imperceptivelmente prolongam-se em uma carnosa folha teretiforme curta e ereta. A inflorescência é apical, curta, e comporta de uma a poucas flores pequenas e bem abertas. As flores geralmente são de coloração amarela-esverdeada, com labelo manchado de púrpura. As pétalas e sépalas são parecidas, o labelo é trilobado com margens serrilhadas, possuindo garras que se prendem aos lados da coluna. Esta é curta e possui seis polínias de tamanhos desiguais, quatro grandes e duas pequenas. São plantas relacionadas à Loefgrenianthus e Pseudolaelia e Schomburgkia.
Pertence ao grupo de Leptotes de folhas curtas, e flores mais arredondadas e mais abertas, porém menores. Pode ser reconhecida por ser a única espécie com sépalas e pétalas amareladas ou esverdeada, e por apresentar uma forte marca púrpura no centro do labelo.